# Geelborsttodietiran
De geelborsttodietiran (Hemitriccus mirandae; synoniem: Idioptilon mirandae) is een zangvogel uit de familie van tirannen (Tyrannidae).

## Naamgeving
De wetenschappelijke naam werd voor het eerst geldig gepubliceerd door Maria Emilie Snethlage in 1925. De betekenis van de wetenschappelijke naam is 'kleine Miranda vliegenvanger'. De naam Miranda verwijst naar de Braziliaanse natuuronderzoeker Alipio de Miranda Ribeiro (1874-1939). De Braziliaanse naam luidt Maria-do-nordeste, hetgeen Maria uit Noordoost-Brazilië betekent. 

## Kenmerken
De geelborsttodietiran bereikt een lengte van 9 cm. Het verenkleed is aan de bovenkant overwegend groen. De borst is geel en de buik beige geel.

## Verspreiding en leefgebied
Deze vogel is endemisch in Brazilië en komt daar voor in de staten Alagoas, Ceará, Paraíba en Pernambuco. De natuurlijke habitats zijn de subtropische of tropische droge bossen en vochtige subtropische of tropische laagland bossen van Caatinga en Mata Atlântica op een hoogte van tussen de 500 meter en 1000 meter boven zeeniveau.

## Voeding
De geelborsttodietiran voedt zich met insecten en andere ongewervelden. Hij zoekt zijn voeding op een hoogte van 1,5 tot 10 meter boven de grond, bij voorkeur tussen 2 en 5 meter.

## Status
De grootte van de populatie wordt geschat op 1500-7000 volwassen vogels. De soort wordt bedreigd door habitatverlies, onder meer vanwege ontbossing. Om deze reden staat deze zangvogel als kwetsbaar op de Rode Lijst van de IUCN.